# Ellis L. Perry
Ellis L. Perry (29 de septiembre de 1919-2 de marzo de 2002) fue vicealmirante y vicecomandante de la Guardia Costera de los Estados Unidos. Se graduó del Instituto de Tecnología de Massachusetts en 1946.

## Estudios y servicio militar
Perry se graduó de la Academia de la Guardia Costera de Estados Unidos en 1941. Durante la Segunda Guerra Mundial, sirvió a bordo del USCGC Bibb (WPG-31) y el USS Wakefield (AP-21). Después de la guerra, fue asignado al USCGC Pontchartrain (WHEC-70) y al USCGC Mendota (WHEC-69). Posteriormente, se desempeñó como superintendente de reparación y construcción naval del astillero de la Guardia Costera de los Estados Unidos.
Después de asignaciones que incluían comandar al USS Bering Strait (AVP-34), Perry dirigió el Departamento de Ciencias Aplicadas e Ingeniería en la Academia de la Guardia Costera. En 1969, regresó a Coast Guard Yard como oficial al mando. Perry se convirtió en Jefe de Personal de la Guardia Costera en 1970 y Jefe de Personal de la misma entidad en 1971.
Los premios que recibió durante su carrera incluyen la Medalla por Servicio Distinguido de los Guardacostas, la Legión al Mérito, la Medalla de Mención de la Guardia Costera, la Medalla de Servicio en la Defensa Nacional, la Medalla del Servicio de Defensa Estadounidense, la Medalla de la Campaña Americana, la Medalla de la Campaña Europea-Africana-Medio Oriente y la Medalla de Victoria de la Segunda Guerra Mundial.